# 佐伯市総合運動公園陸上競技場
佐伯市総合運動公園陸上競技場（さいきしそうごううんどうこうえん りくじょうきょうぎじょう）は、大分県佐伯市の佐伯市総合運動公園にある陸上競技場（日本陸上競技連盟第2種公認）。球技場としても使用される。施設は佐伯市が所有し、有限会社佐伯環境センターが指定管理者として運営管理を行っている。2019年6月1日からはネーミングライツにより、佐伯中央病院陸上競技場の愛称を使用している（後述）。

## 概要
収容人員は5,000人（メインスタンドのみ座席、他芝生席）。
地元のJリーグクラブである大分トリニータが佐伯市をホームタウンの一部に加えているため、1996年のジャパンフットボールリーグ（初代JFL　当時は「大分FC」）加盟当時は、大分市営陸上競技場、別府市野口原総合運動場陸上競技場と共に本拠地として使用し、J2が発足した1999年と2000年も一部のトリニータ主催数試合開催されたが、以降の使用はない。
現在はヴェルスパ大分（JFL）が一部のホームゲームを開催している。
2001年に、2002 FIFAワールドカップのキャンプとして使われることを念頭に芝生の張替え（ティフトン）を行った。このW杯ではサッカーチュニジア代表が合宿を行った。
2024年より九州実業団対抗毎日駅伝大会の発着点となる。

## 命名権
2019年5月17日に佐伯市に所在する佐伯中央病院が佐伯市総合運動公園のネーミングライツを取得。同年6月1日から3年間の契約で、当競技場の愛称は「佐伯中央病院陸上競技場」となった。

## アクセス
- JR日豊本線佐伯駅から大分バスで「汐月」下車[1]。
- JR佐伯駅よりタクシー15分[1]
- 東九州自動車道佐伯インターチェンジから車で約15分[5]。佐伯堅田インターチェンジから車で約1分。